# Dominique Dosch
Dominique Dosch (* 15. Februar 1995 in Tinizong) ist eine Schweizer Schriftstellerin aus dem Kanton Graubünden.
Obwohl in ihrer Familie zu Hause Deutsch gesprochen wird, und die Mutter Holländerin ist, begann Dosch in ihrem rätoromanischen Idiom Surmiran (welches in ihrem Heimatort Tinizong gesprochen wird) zu schreiben.
Im Jahr 2013 erschien ihr erster Roman «Sindoria», wohl der erste Fantasy-Roman auf Rätoromanisch. Sie stellte das Werk im selben Jahr an den Literaturtagen in Domat vor. Zuvor hatte sie zweimal den Literaturwettbewerb Plema d'aur (Goldene Feder) gewonnen.
Dosch ist in Tinizong aufgewachsen, hat in Savognin die Sekundarschule besucht und absolvierte 2014 die rätoromanisch-deutsche Matura an der Kantonsschule in Chur. Danach studierte Psychologie/Pädagogik und Rätoromanisch an der Universität Freiburg i.Ü.

## Werke
- Sindoria. Roman da fantasia. Chasa Editura Rumantsch, 2013, ISBN 978-3-905956-17-7.